# Koninklijk Concertgebouworkest

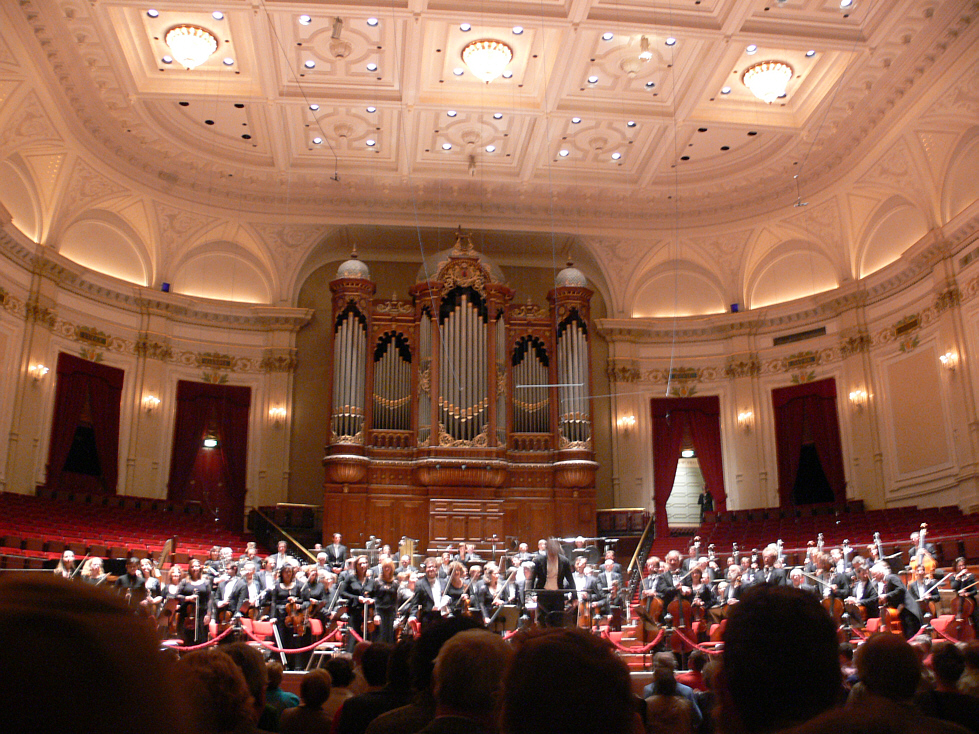
Koninklijk Concertgebouworkest w Concertgebouw w Amsterdamie

Koninklijk Concertgebouworkest – holenderska orkiestra symfoniczna.
Jej nazwa pochodzi od amsterdamskiego „Concertgebouw” (hol. „sala koncertowa”), w którym grywa koncerty. Przymiotnik „Koninklijk” („królewska”) został jej nadany w 1988 roku przez królową Beatrycze. „Concertgebouw” został otwarty 11 kwietnia 1888 i w tymże roku orkiestra dała swój pierwszy koncert.
W grudniu 2008 roku brytyjskie pismo branżowe „Gramophone” nadało jej tytuł najlepszej orkiestry świata.
W 2013 roku nakładem wytwórni płytowej Ninja Tune ukazał się wspólny album orkiestry oraz Finka zatytułowany Fink Meets the Royal Concertgebouw Orchestra.

## Dyrygenci
Główni dyrygenci orkiestry:
- Willem Kes (1888–1895)
- Willem Mengelberg (1895–1945)
- Eduard van Beinum (1945–1959)
- Bernard Haitink (1963–1988)
- Riccardo Chailly (1988–2004)
- Mariss Jansons (2004–2015)
- Daniele Gatti (2016–2018)

## Dyskografia
- 2009: Chopin - Koncerty fortepianowe, Rafał Blechacz – fortepian, Jerzy Semkow – dyrygent, Royal Concertgebouw Orchestra